# Referendum costituzionale in Croazia del 2013
Il referendum costituzionale in Croazia del 2013 si è tenuto il 1º dicembre e aveva ad oggetto l'introduzione nella Costituzione di una previsione che stabilisse che il matrimonio è contratto tra un uomo e una donna.
L'esito favorevole del referendum ha condotto ad emendare l'art. 62 della Costituzione, all'interno del quale è stata introdotta la disposizione secondo cui "il matrimonio è l'unità vivente di una donna e di un uomo" (Brak je životna zajednica žene i muškarca).

## Risultati
| Scelta               | Voti      | %     |
| -------------------- | --------- | ----- |
| Sì                   | 946.433   | 66,28 |
| No                   | 481.534   | 33,72 |
| Totale               | 1.427.967 |       |
| Schede bianche/nulle | 8.196     |       |
| Votanti              | 1.436.163 | 37,90 |
| Elettori             | 3.791.000 |       |